# Isabelle Nicoloso
Isabelle Nicoloso-Verger (Domont, 13 de febrero de 1961) es una deportista francesa que compitió en ciclismo en la modalidad de pista, especialista en la prueba de velocidad individual.
Ganó dos medallas en el Campeonato Mundial de Ciclismo en Pista, oro en 1985 y bronce en 1983.

## Medallero internacional
| Campeonato Mundial | Campeonato Mundial | Campeonato Mundial | Campeonato Mundial   |
| Año                | Lugar              | Medalla            | Competición          |
| ------------------ | ------------------ | ------------------ | -------------------- |
| 1983               | Zúrich (Suiza)     | Medalla de bronce  | Velocidad individual |
| 1985               | Bassano (Italia)   | Medalla de oro     | Velocidad individual |